# Thoreaceae
Thoreaceae, porodica crvenih algi smještena u vlastiti red Thoreales, i dio je podrazreda Nemaliophycidae. Priznato je 20 vrsta, a ime je došlo po rodu Thorea.

## Rodovi
1. Nemalionopsis Skuja (3)
2. Thorea Bory (17)